# Ivanka Trump
Ivanka Marie "Ivanka" Trump (/ɪˈvɑːŋkə/; sinh ngày 30 tháng 10 năm 1981) là một nữ doanh nhân người Mỹ, giữ chức Cố vấn Tổng thống từ năm 2017 đến 2021, cho cha cô Tổng thống Donald Trump, và là Chánh Văn phòng Sáng kiến Kinh tế và Khởi nghiệp, trong nhiệm kỳ tổng thống đầu tiên của cha cô khi ông là tổng thống thứ 45 của Hoa Kỳ từ năm 2017 đến 2021. Là con gái và đứa con thứ hai của Tổng thống thứ 45 và 47 Donald Trump và người vợ đầu, Ivana, cô là người Do Thái đầu tiên trong một đệ nhất gia đình; cô cải đạo trước khi cưới chồng mình, Jared Kushner.
Cô là phó chủ tịch của công ty gia đình Trump Organization. Cô cũng là một giám khảo trong chương trình truyền hình của cha cô, The Apprentice. Bắt đầu từ tháng 3 năm 2017, cô rời Trump Organization, trở thành một cố vấn cấp cao trong bộ máy chính quyền của cha cô cùng chồng mình. Sau khi các quan ngại đạo đức được đưa ra trước việc cô có thể tiếp cận tài liệu mật trong khi không bị áp đặt những quy định như một viên chức liên bang, Ivanka đồng ý đệ trình "biểu mẫu công khai tài chính mà một viên chức liên bang phải làm và bị ràng buộc bởi cùng bộ quy tắc đạo đức". Trong khi làm việc trong Nhà Trắng, cô tiếp tục điều hành hãng quần áo của mình cho đến tháng 7 năm 2018, làm dấy lên lo ngại đạo đức, cụ thể là về "xung đột lợi ích". Cô được coi là một trong những người thân cận với ngài tổng thống ngay từ trước khi chính thức trở thành một viên chức trong chính quyền của ông. Cô dự kiến sẽ rời khỏi văn phòng của mình tại Nhà trắng vào ngày 20 tháng 1 năm 2021 theo kết quả cuộc bầu cử tổng thống Hoa Kỳ năm 2020.

## Thời niên thiếu
Ivanka Trump sinh ra tại Manhattan, Thành phố New York, Hoa Kỳ, và là đứa con thứ hai của người mẫu Mỹ gốc Séc Ivana (nhũ danh Zelníčková) và Donald Trump, tổng thống thứ 45 và 47 của Hoa Kỳ. Cha cô có gốc tích Đức và Scotland. Trong hầu hết đời mình, cô được gọi với biệt danh là "Ivanka", một từ dạng giảm nhẹ của Ivana. Cha mẹ cô ly hôn năm 1992 khi cô 10 tuổi. Cô có một người anh trai tên Donald Jr., một người em trai tên Eric, một người em gái cùng cha khác mẹ tên Tiffany (mẹ là Marla Maples), và một em trai cùng cha khác mẹ tên Barron (mẹ là Melanija Knavs).
Cô theo học tại Trường Chapin ở Manhattan cho đến năm 15 tuổi rồi chuyển sang Choate Rosemary Hall tại Wallingford, Connecticut. Cô miêu tả "cuộc sống trường nội trú" tại Choate giống như một "nhà tù", trong khi "bạn của cô tại New York thì sống vui vẻ".
Sau khi tốt nghiệp Choate năm 2000, cô học tại Đại học Georgetown trong vòng hai năm trước khi chuyển đến Trường Wharton của Đại học Pennsylvania, nơi cô tốt nghiệp cum laude (loại ưu) với một bằng cử nhân kinh tế năm 2004.

## Sự nghiệp

### Kinh doanh
Sau khi tốt nghiệp Wharton, Trump làm cho Forest City Enterprises trong một thời gian ngắn với chức danh quản lý dự án bất động sản trước khi tham gia Trump Organization năm 2005. Cô là Phó chủ tịch Điều hành Phát triển và Sáp nhập tại Trump Organization.
Năm 2007, cô hợp tác với Dynamic Diamond Corp., công ty của nhà buôn bán kim cương Moshe Lax, để thành lập Ivanka Trump Fine Jewelry, một dòng trang sức vàng và kim cương bán tại cửa hàng bán lẻ đầu tiên của cô tại Manhattan. Tháng 11 năm 2011, cửa hàng của cô chuyển từ Đại lộ Madison đến 109 Đường Mercer, một khu vực rộng hơn ở quận SoHo.
Ngày 2 tháng 10 năm 2015, có nguồn tin báo rằng "cửa hàng của Ivanka Trump trên đường Mercer có vẻ đã đóng cửa" và cửa hàng "trống trơn". Tháng 10 năm 2016, cửa hàng bán lẻ duy nhất còn lại của Ivanka Trump Fine Jewelry đặt trong tháp Trump ở Manhattan, Thành phố New York, đồng thời hãng trang sức của cô cũng có mặt tại Hudson's Bay và các tiệm trang sức trên toàn nước Mỹ và Canada, cũng như tại Bahrain, Kuwait, Qatar, Saudi Arabia, và UAE.
Cô cũng có dòng thời trang Ivanka Trump riêng, gồm quần áo, túi xách, giày và phụ kiện, có mặt tại đa số các cửa hàng ở Mỹ và Canada bao gồm Macy's và Hudson's Bay. Năm 2016, Ủy ban An toàn Sản phẩm Tiêu dùng Hoa Kỳ ra lệnh thu hồi khăn quàng cổ của hãng Ivanka Trump do không đạt tiêu chuẩn liên bang về chống cháy. Một nghiên cứu năm 2016 cho thấy hầu hết các sản phẩm được sản xuất bên ngoài nước Mỹ. Giày hiệu Ivanka Trump đã được cung cấp bởi Kameido Shoes Thành Đô tại Tứ Xuyên và bởi HS Fashion Hàng Châu tại Chiết Giang.
Ngày 2 tháng 2 năm 2017, sau nhiều tháng bị khách hàng tẩy chay và doanh số thấp, các chuỗi cửa hàng Neiman Marcus và Nordstrom ngừng bán nhãn thời trang của Trump với lý do "kết quả tệ". Những cửa hàng khác như Marshall's, TJ Maxx và Hudson's Bay cũng ngừng bán các sản phẩm của cô.
Ngày 9 tháng 2 năm 2017, cố vấn tổng thống Kellyanne Conway khuyến khích người xem Fox News mua các sản phẩm bán lẻ của Trump, gây ra nhiều tranh cãi. Tháng 6 năm 2017, ba người thuộc tổ chức Theo dõi Lao động Trung Quốc bị bắt giữ bởi giới chức Trung Quốc trong khi điều tra Hoa Kiện Quốc tế, công ty sản xuất giày cho một số nhãn hàng Hoa Kỳ, bao gồm của Ivanka Trump. Chính quyền Trump kêu gọi thả họ.
Ngày 24 tháng 7 năm 2018, Ivanka Trump thông báo rằng cô đã đóng cửa công ty sau khi quyết định theo đuổi sự nghiệp chính sách công thay vì quay lại kinh doanh thời trang.

### Người mẫu
Cô bắt đầu làm người mẫu từ năm 2007, cô từng trình diên cho các nhãn hiệu thời trang như Versace, Marc Bouwer, Thierry Mugler. Cô cũng từng xuất hiện trên ảnh bìa các tap chí như Forbes, Golf Magazine, Avenue, Elle Mexico, Top Choice Magazine. Năm 2007 cô được bình chọn vị trí 83 trong Maxim hot 100.

### Viết sách
Ivanka đã cho ra mắt cuốn The Trump Card: Playing to Win in Work and Life ISBN 1439140014, xuất bản tháng 10 năm 2009. Cô cũng đã cho ra mắt cuốn Women Who Work: Rewriting the Rules for Success tháng 6 năm 2016.

### Vai trò trong Bầu cử Tổng thống Mỹ 2016
Năm 2015, cô đã khuyến khích cha mình, Donald trump tham gia vào Bầu cử Tổng thống Mỹ 2016.
Cô cũng đã phát biểu trong đại hội Đảng Cộng Hòa tháng 7 năm 2016.

## Nhận xét
- Scarlett Johansson đã nhận xét về Ivanka Trump trong cuộc phỏng vấn tại hội nghị "Women in the World" ở New York vào ngày 6/4/2017 như sau: "Trước đây, tôi đã từng ca ngợi cô ta là người khéo ăn nói, thông minh và rộng lượng. Nhưng bây giờ, tôi cảm thấy cực kỳ thất vọng về những quan điểm cổ hủ của cô ta đặc biệt là về vai trò phụ nữ, mà cô ta đã bày tỏ qua các cuộc phỏng vấn".[45]

## Đời tư
Năm 2005, cô bắt đầu hẹn hò với nhà bất động sản người Mỹ gốc Do Thái Jared Kushner. Cặp đôi chia tay vào năm 2008 nhưng sau đó đã quay lại với nhau và kết hôn ngày 25 tháng 10 năm 2009. Cô có 3 đứa con, con gái  Arabella Rose Kushner (sinh ngày 17 tháng 7 năm 2011) con trai Joseph Frederick Kushner (sinh 14 tháng 10 năm 2013) và Theodore James Kushner (sinh 27 tháng 3 năm 2016).
Bạn thân thời thơ ấu của cô là Paris Hilton. Cô cũng là bạn bè với Chelsea Clinton (con gái của Hillary Clinton, đối thủ của Donald Trump trong bầu cử Tổng thống Mỹ 2016). Cả hai đã cắt đứt quan hệ sau khi cha cô tuyên bố tranh cử tổng thống.

### Tôn giáo
Trước khi kết hôn cô với Jared Kushner đã theo học 1 năm tại trường  Modern Orthodox Ramaz, nơi cô đã cải đạo sang đạo Do Thái., tên của cô trong tiếng Hebrew là "Yael".